# Вольное (Каховский район)
Во́льное (укр. Вільне; до 2016 г. Червоноарме́йское) — село в Горностаевской поселковой общине Каховского района Херсонской области Украины.
Население по переписи 2001 года составляло 117 человек. Почтовый индекс — 74611. Телефонный код — 5544. Код КОАТУУ — 6522683303.

## История
В 1946 году указом ПВС УССР хутор Фриденталь переименован в Червоноармейский.